# Lindneriola paradoxa
Lindneriola paradoxa là một loài ruồi trong họ Tachinidae.